# Copa Intercontinental FIBA 2013
La Copa Intercontinental del 2013 fue la trigésima edición del máximo torneo internacional a nivel de clubes de baloncesto, vigésima primera obviando el Open McDonald's, decimosexta bajo la denominación de Copa Intercontinental y primera desde el Championship FIBA-NBA de 1999, ya que se reanuda el certamen.
De la misma participaron dos equipos, uno representando el continente europeo, ganador de la Euroliga y otro en representación del continente americano ganador de la Liga de las Américas. El torneo se disputó durante dos días en el Gimnasio de Barueri, estadio cubierto situado en São Paulo, Brasil.
El campeón de esta edición fue el equipo europeo Pae Olympiakós que venció en los dos partidos y obtuvo su primer título a nivel mundial.

## Historia
Desde la edición de 1996 no se habían disputados partidos entre equipos de Europa y de América bajo un marco de una copa Intercontinental entre clubes o franquicias.

Para nosotros en FIBA Américas y seguramente también para la Euroliga de Baloncesto , hoy es un día especial porque la Copa Intercontinental es nuevamente una realidad. Esto comenzó hace 35 años por la gente de Real Madrid y ha cambiado de nombre varias veces, pero ahora ha vuelto con este acuerdo entre FIBA Américas y la Euroliga, respaldada por FIBA, para jugar a estos juegos entre los campeones de América y de Europa . Desde 1996 , no hemos tenido este juego, así que quiero dar las gracias a muchos que han puesto de su entrega para lograr que esto sea posible, sobre todo a la Euroliga. Ya hemos recibido el interés de África , Oceanía y Asia, que quieren ser parte de esto, también. Seguramente en los próximos años , esto se consolide como una verdadera plataforma internacional para clubes de todos los continentes
Horacio Muratore, presidente de FIBA Américas.

Nosotros compartimos ese sentimiento aquí de vivir un momento especial. En todo caso, para la Euroliga, ese sentimiento es aún más fuerte. Somos una organización joven, por lo que para poder estar hablando aquí acerca de la oportunidad que tenemos de reunir así a equipos que están separados por los océanos es muy especial. y si estamos aquí en este momento, es porque FIBA Américas mostró desde el primer momento su entusiasmo por este proyecto y hicieron todo lo posible para llevarnos a donde estamos. Ahora que esto es una realidad, queremos honrar la historia de este torneo, que fue hecho por los grandes clubes de Europa y América, de los que hay demasiados para nombrarlos aquí. Pero es nuestro turno para tomar esa tradición, ponerla al día y hacer mucho más de esto en el futuro.
Jordi Bartomeu, CEO de Euroliga.

## Sede
| São Paulo                                    |
| -------------------------------------------- |
| Gimnasio de Barueri                          |
| 23°50′00″S 46°59′00″O / -23.83333, -46.98333 |
| Capacidad: 5000                              |

## Participantes
| Pae Olympiakós Campeón de la Euroliga 2012-13 | Pinheiros Sky Campeón de la Liga de las Américas 2013 |

## Formato
El torneo consta de dos partidos, donde se proclama campeón el equipo que gane ambos encuentros. En el caso de que ambos equipos ganen un partido, se decidirá al campeón mediante la suma de los puntos obtenidos en ambos juegos, siendo favorable para aquel equipo que sume la mayor cantidad de tantos.

## Desarrollo
| Pae Olympiakós 167 81 y 86 | Pinheiros Sky 139 70 y 69 |

## Estadísticas

### Primer partido
| 4 de octubre               | Pinheiros Sky                                                                          | 70–81                | Pae Olympiakós                                                              | São Paulo                                                                                    |  |  |
|                            | Parciales: 11 - 15, 19 - 17, 21 - 24, 19 - 25                                          |                      |                                                                             |                                                                                              |  |  |
|                            | Estadísticas Shamell Stallworth 26 Steven Toyloy 7 Joseph Smith y Shamell Stallworth 4 | Reporte Pts Reb Asts | Estadísticas 18 Vasileios Spanoulis 21 Bryant Dunston 9 Vasileios Spanoulis | Pabellón: Gimnasio de Barueri Árbitros: * Juan C. Arteaga * Jose A. Carrion * Stephen Seibel |  |  |
| serie 0 - 1 global 70 - 81 |                                                                                        |                      |                                                                             |                                                                                              |  |  |
|                            |                                                                                        |                      |                                                                             |                                                                                              |  |  |

| Pinheiros Sky | Pinheiros Sky  | Pinheiros Sky   | Pinheiros Sky   | Pinheiros Sky   | Pinheiros Sky   |
| Jugador       | Jugador        | Pts             | Reb             | As              | Minutos         |
| ------------- | -------------- | --------------- | --------------- | --------------- | --------------- |
| 9             | Borancini      | 11              | 0               | 0               | 31:32           |
| 12            | Rafael Mineiro | 2               | 4               | 2               | 33:34           |
| 24            | Stallworth     | 26              | 4               | 4               | 37:18           |
| 33            | Toyloy         | 0               | 7               | 1               | 23:19           |
| 45            | J. Tavernari   | 12              | 5               | 1               | 32:09           |
| Suplentes     |                |                 |                 |                 |                 |
| 8             | Dos Santos     | 0               | 0               | 0               | 12:29           |
| 10            | J. Smith       | 19              | 0               | 4               | 20:07           |
| 41            | Bambu Pereira  | 0               | 1               | 0               | 9:29            |
| 14            | L. Silva       | 0               | 0               | 0               | 0               |
| 19            | H. Silva       | 0               | 0               | 0               | 0               |
| 20            | B. Caboclo     | 0               | 0               | 0               | 0               |
| 25            | B. Mortari     | 0               | 0               | 0               | 0               |
| Entrenador    | Entrenador     | Claudio Mortari | Claudio Mortari | Claudio Mortari | Claudio Mortari |

| Pae Olympiakós | Pae Olympiakós | Pae Olympiakós     | Pae Olympiakós     | Pae Olympiakós     | Pae Olympiakós     |
| Jugador        | Jugador        | Pts                | Reb                | As                 | Minutos            |
| -------------- | -------------- | ------------------ | ------------------ | ------------------ | ------------------ |
| 6              | B. Dunston     | 11                 | 12                 | 1                  | 21:41              |
| 7              | V. Spanoulis   | 18                 | 1                  | 9                  | 25:57              |
| 8              | E. Perpeeoglu  | 15                 | 1                  | 2                  | 25:26              |
| 15             | G. Printzeis   | 6                  | 4                  | 1                  | 21:18              |
| 17             | V. Mantzaris   | 8                  | 3                  | 4                  | 29:04              |
| Suplentes      |                |                    |                    |                    |                    |
| 4              | B. Petway      | 7                  | 9                  | 1                  | 18:41              |
| 10             | K. Sloukas     | 0                  | 2                  | 3                  | 10:36              |
| 12             | C. Simmons     | 2                  | 0                  | 0                  | 5:09               |
| 14             | M. Begic       | 4                  | 2                  | 0                  | 13:08              |
| 19             | D. Katsivelis  | 0                  | 1                  | 0                  | 4:47               |
| 24             | M. Lojeski     | 10                 | 3                  | 3                  | 24:07              |
| 16             | D. Agravanis   | 0                  | 0                  | 0                  | 0                  |
| Entrenador     | Entrenador     | Georgios Bartzokas | Georgios Bartzokas | Georgios Bartzokas | Georgios Bartzokas |

### Segundo partido
| 6 de octubre                 | Pae Olympiakós                                                           | 86–69                | Pinheiros Sky                                                    | São Paulo                                                                                    |  |  |
|                              | Parciales: 22 - 21, 18 - 12, 24 - 17, 22 - 19                            |                      |                                                                  |                                                                                              |  |  |
|                              | Estadísticas Giorgos Printezis 16 Bryant Dunston 6 Vasileios Spanoulis 7 | Reporte Pts Reb Asts | Estadísticas 27 Shamell Stallworth 9 Rafael Souza 3 Joseph Smith | Pabellón: Gimnasio de Barueri Árbitros: * Jose A. Carrion * Juan C. Arteaga * Stephen Seibel |  |  |
| serie 2 - 0 global 167 - 139 |                                                                          |                      |                                                                  |                                                                                              |  |  |
|                              |                                                                          |                      |                                                                  |                                                                                              |  |  |

| Pae Olympiakós | Pae Olympiakós | Pae Olympiakós     | Pae Olympiakós     | Pae Olympiakós     | Pae Olympiakós     |
| Jugador        | Jugador        | Pts                | Reb                | As                 | Minutos            |
| -------------- | -------------- | ------------------ | ------------------ | ------------------ | ------------------ |
| 6              | B. Dunston     | 8                  | 6                  | 0                  | 16:14              |
| 7              | V. Spanoulis   | 6                  | 1                  | 7                  | 25:14              |
| 16             | D. Agravanis   | 5                  | 0                  | 0                  | 12:19              |
| 19             | D. Katsivelis  | 4                  | 3                  | 2                  | 12:54              |
| 24             | M. Lojeski     | 4                  | 1                  | 1                  | 21:22              |
| Suplentes      |                |                    |                    |                    |                    |
| 4              | B. Petway      | 9                  | 1                  | 0                  | 8:52               |
| 8              | E. Perpeeoglu  | 4                  | 3                  | 2                  | 16:35              |
| 10             | K. Sloukas     | 4                  | 3                  | 3                  | 17:43              |
| 12             | C. Simmons     | 8                  | 1                  | 0                  | 11:22              |
| 14             | M. Begic       | 8                  | 0                  | 1                  | 12:23              |
| 15             | G. Printzeis   | 16                 | 3                  | 0                  | 18:47              |
| 17             | V. Mantzaris   | 10                 | 6                  | 2                  | 26:09              |
| Entrenador     | Entrenador     | Georgios Bartzokas | Georgios Bartzokas | Georgios Bartzokas | Georgios Bartzokas |

| Pinheiros Sky | Pinheiros Sky  | Pinheiros Sky   | Pinheiros Sky   | Pinheiros Sky   | Pinheiros Sky   |
| Jugador       | Jugador        | Pts             | Reb             | As              | Minutos         |
| ------------- | -------------- | --------------- | --------------- | --------------- | --------------- |
| 8             | Dos Santos     | 0               | 2               | 1               | 18:23           |
| 9             | Borancini      | 8               | 6               | 1               | 23:00           |
| 12            | Rafael Mineiro | 8               | 9               | 0               | 30:34           |
| 24            | Stallworth     | 27              | 1               | 2               | 38:00           |
| 45            | J. Tavernari   | 5               | 4               | 0               | 28:44           |
| Suplentes     |                |                 |                 |                 |                 |
| 10            | J. Smith       | 12              | 3               | 3               | 27:11           |
| 14            | L. Silva       | 0               | 0               | 0               | 3:11            |
| 20            | B. Caboclo     | 0               | 0               | 0               | 0:57            |
| 25            | B. Mortari     | 0               | 0               | 0               | 0:11            |
| 33            | Toyloy         | 6               | 4               | 0               | 17:26           |
| 41            | Bambu Pereira  | 3               | 1               | 0               | 12:17           |
| 19            | H. Silva       | 0               | 0               | 0               | 0               |
| Entrenador    | Entrenador     | Claudio Mortari | Claudio Mortari | Claudio Mortari | Claudio Mortari |

## Premios
Pae Olympiakós

Campeón

Primer título